# Montecarlo sera
Montecarlo sera è stato un programma televisivo di Telemontecarlo andato in onda dal 17 gennaio 1977 al 28 dicembre 1979.
La trasmissione, che inizialmente precedeva il Notiziario di Indro Montanelli, si occupava di approfondire quotidianamente nel corso della settimana un argomento di stretta attualità nel Principato di Monaco.
Dapprima trasmessa alle 20:45, la trasmissione dal 29 agosto 1977 venne spostata dalla prima alla seconda serata, e trasmessa prima del Notiziario della notte.